# Sofia Nădejde
Sofia Nădejde (Sofia Băncilă, 1858-1946) fue una escritora, periodista, traductora y feminista rumana.

## Biografía
Nacida el 14 de septiembre de 1858 en Botoşani, completó la escuela primaria y los cursos de secundaria pensionada en su localidad natal. Contrajo matrimonio el 10 de noviembre de 1874 con Ioan Nădejde. Escribió en Femeea română de Maria Flechtenmacher hacia 1878, en Besarabia, Contimporanu, Literatură şi ştiinţă de Constantin Dobrogeanu-Gherea, Gazeta săteanului, Muncitorul, Munca, Social-democrat y Lumea nouă.  La mayoría de sus artículos trataban sobre mujeres; también escribió artículos sociales de divulgación científica, folklore y piezas literarias.  Realizó traducciones y publicó los libros Nuvele y Fie-care la rîndul sei, además de la comedia O iubire la ţară. Falleció el 11 de junio de 1946.